# Oiketicus abbotii
Abbot's Bagworm Moth (Oiketicus abbotii) là một loài bướm đêm thuộc họ Psychidae. Nó được tìm thấy ở tây nam North-America, bao gồm Florida và Louisiana.
Có quá trình lưỡng tính mạnh mẽ ở con trưởng thành. Con cái không có cánh.